# Dessinateur humoristique

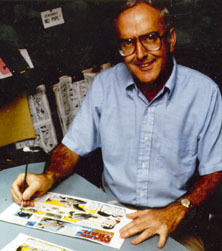
Le dessinateur Jack Elrod.

Un dessinateur humoristique (en anglais cartoonist ou également comic strip creator) est un artiste visuel qui est spécialisé dans l'élaboration d'un dessin humoristique. Ce travail est souvent créé pour le divertissement, des commentaires politiques, ou de la publicité. Les dessinateurs peuvent travailler dans de nombreux formats, tels que l'animation, les brochures, les Comic strip, Comic book, Dessin de presse, romans graphiques, des manuels, des gag de dessins animés, la conception graphique, les illustrations, storyboards, les affiches, vêtements, livres, des publicités, cartes de vœux, magazines, journaux, et des emballages de jeux vidéo (en).